# The Cosmopolitan Resort & Casino

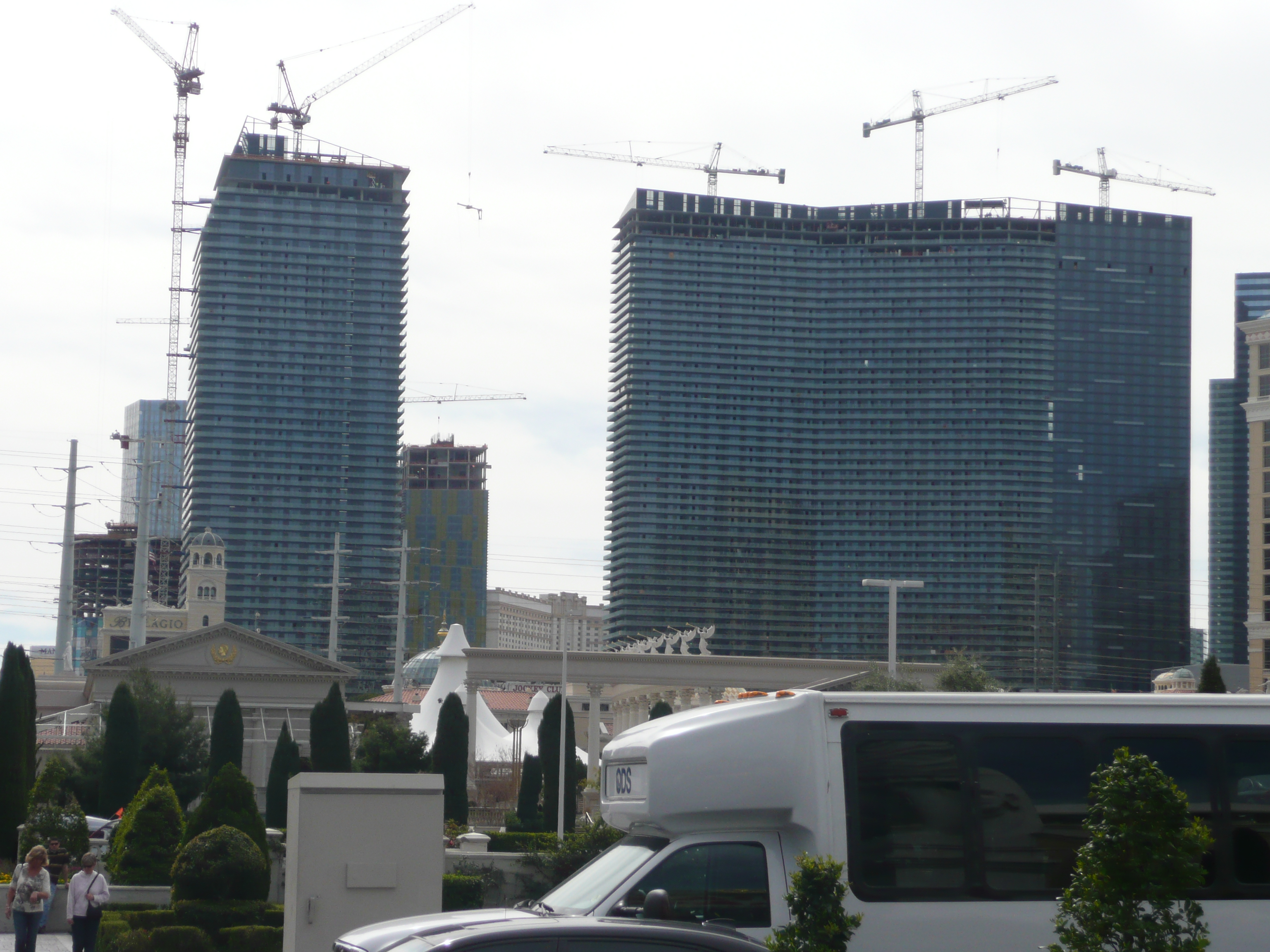
Construção em fevereiro de 2009.

O Cosmopolitan Resort & Casino é um resort, cassino e condominio localizado na Las Vegas Strip em Paradise, Nevada. O projeto de $3.9 bilhões começou a ser construido em outubro de 2005 e foi inaugurado em dezembro de 2010 possuindo ao todo 344 000 m².